# Гађени (Валча)
Гађени (рум. Găgeni) насеље је у Румунији у округу Валча у општини Ладешти. Oпштина се налази на надморској висини од 267 m.

## Становништво
Према подацима из 2002. године у насељу је живело 309 становника, од којих су сви румунске националности.